# بداية تشخص الإنسان

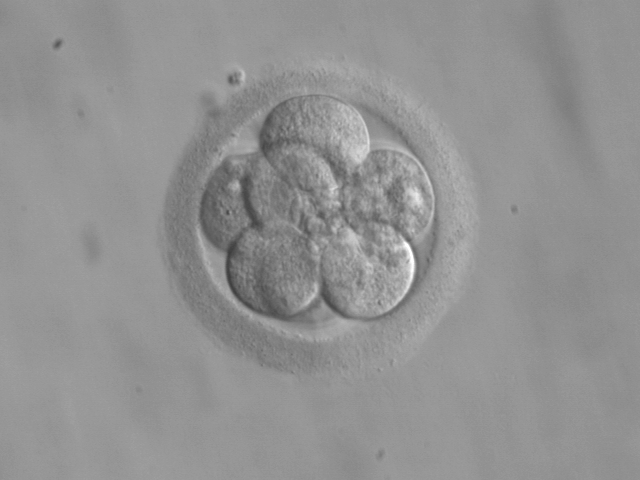
جنين بشري مكون من 8 خلايا، اليوم الثالث من الحمل.

بداية تشخص الإنسان هي لحظة اعتبار الإنسان شخصًا لأول مرة. تختلف الآراء حول الفترة الدقيقة لبدء تشخص الإنسان وطبيعة حالة هذا التشخص. تظهر هذه المسألة في عدد من المجالات بما في ذلك العلوم، والدين، والفلسفة والقانون، ويتزايد الجدل حولها فيما يتعلق بالإجهاض، وبحوث الخلايا الجذعية، وحقوق الإنجاب وحقوق الجنين.
بشكل تقليدي، ارتبط مصطلح التشخص بمفهوم الروح، الذي يُعد مفهومًا ماورائيًا مشيرًا إلى البعد غير المادي أو المادي الإضافي للإنسان. مع ذلك، تنطوي مفاهيم الذاتية، وتوافق الذوات، والتشخص، والعقل والذات في الحداثة على عدد من الجوانب الإنسانية التي اعتُبرت في السابق مميزة للروح. فيما يتعلق ببداية تشخص الإنسان، يبرز السؤال التاريخي: متى تدخل الروح الجسد؟ ويمكن إعادة صياغة هذا السؤال في المصطلحات الحديثة بسؤال: متى يمكن للفرد النامي تطوير التشخص أو اكتساب الذات؟
تشمل القضايا المتعلقة بالتساؤل حول بداية تشخص الإنسان كلًا من الحالة القانونية، والسلامة الجسدية، وذاتية الأمهات ومفهوم «الولادة» الفلسفي (أي «القدرة الإنسانية المميزة على بدء بداية جديدة»، التي تتجسد عبر الحياة الإنسانية الجديدة).

## النواحي القانونية

### إيرلندا
منح التعديل الثامن لعام 1983 الحق الكامل بالحياة، والتشخص، لأي «غير مولود». على هذا النحو، حظر القانون الإجهاض في جميع الحالات تقريبًا، إلا في حالة إنقاذ حياة الأم. ألغت الدولة هذا التعديل في 25 مايو 2018 بهامش 66% من الأصوات، ليصبح الإجهاض قانونيًا في 1 يناير 2019.

### الولايات المتحدة
أكدت المحكمة العليا للولايات المتحدة في قرارها لعام 1885 ماكارثر ضد سكوت اعتبار الطفل في رحم أمه «كائنًا» بغرض حل النزاع المتعلق بالوصايا والودائع.
في عام 1973، كتب هاري بلاكمون رأي المحكمة حيال رو ضد وايد، قائلًا «إننا لسنا بحاجة لحل السؤال الصعب حول ميعاد بدء الحياة. نظرًا إلى عدم قدرة أولئك المتدربين في تخصصات الطب، والفلسفة واللاهوت على الوصول إلى أي إجماع، فإن القضاء، في هذه المرحلة من التطور البشري، ليس في وضع يخوله للتخمين».
في عام 2002، سنت الدولة قانون الولادة الحية لحماية المواليد، إذ سعى القانون إلى ضمان تطبيق المفاهيم القانونية لكل من الشخص، والرضيع، والمولود والطفل على كل من وُلد حيًا أثناء الإجهاض التلقائي أو الإجهاض المحرض، بغض النظر عن مرحلة التطور، أو العمر الحملي أو وجود الاتصال بين المشيمة والحبل السري. لم يراع هذا القانون مسألة التشخص في الرحم، لكنه ضمن عدم تجريد أي شخص من تشخصه بعد ولادته.
في عام 2003، سنت الدولة قانون تجريم إجهاض الولادة الجزئية، إذ حظر القانون إجراء الإجهاض في حال «خروج رأس الطفل بالكامل من جسم أمه، أو خروج أي جزء أسفل السرة من جذع الطفل من جسم أمه».
في عام 2004، وقع الرئيس جورج دبليو بوش على قانون ضحايا العنف غير المولودين. تمتد حالة التشخص بموجب القانون بشكل واسع لتشمل «الطفل المحمول في الرحم في أي مرحلة من التطور» في حال تعرضه للاستهداف، أو الضرر أو القتل أثناء تطبيق أي فعل من 60 جريمة عنف مدرجة. يحظر القانون أيضًا مقاضاة «أي شخص لقيامه بفعل ذي صلة» مقبول قانونيًا للإجهاض.
في الوقت الحالي، تعترف 38 ولاية أمريكية بالجنين البشري أو «الطفل غير المولود» بوصفه ضحية للجرائم في القانون، على الأقل فيما يتعلق بقوانين القتل وقتل الأجنة. وفقًا لصحافة الرقابة التقدمية ميديا ماترز فور أمريكا، «علاوة على ذلك، قد يؤدي إجراء التشخص قبل الولادي إلى تعريض النساء اللاتي عانين من مضاعفات مرتبطة بالحمل أو اختبرن الإجهاض التلقائي عرضة للتحقيقات الجنائية ومن الممكن السجن بتهمة القتل، أو القتل غير العمد أو تعريض الآخرين للخطر. ونظرًا إلى استخدام مصطلح «أشخاص» أو «أفراد» في كثير من القوانين، ستشمل تأثيرات إجراء التشخص قبل الولادي عددًا كبيرًا من قوانين الدولة، ما سيسبب تغيير آليات تطبيق آلاف القوانين لينتهي ذلك بعواقب عبثية، وغير متوقعة وغير مقصودة».
في الولايات المتحدة الأمريكية، قضت المحكمة العليا الأمريكية في قضية تنظيم الأسرة ضد كيسي بعدم قدرة القانون على فرض قيود قانونية من شأنها وضع عبء غير مبرر «بهدف وضع عقبة كبيرة أمام النساء اللاتي يسعين إلى إجهاض جنين غير حي». أيدت المحكمة العليا هذا المعيار في قضية هول وومان هيلث ضد هيلرشتيت (2016) إذ ألغت المحكمة على أثره العديد من القيود في ولاية تكساس.